# اچ. اوژن استنلی
اچ اوژن استنلی (انگلیسی: H. Eugene Stanley؛ زاده ۲۸ مارس ۱۹۴۱) یک دانشمند اهل ایالات متحده آمریکا است. او در سال ۲۰۰۴ برنده مدال بولتزمن شد.